# Parcul din Berbești
Parcul din Berbești (în ucraineană Брусницький парк) este un parc și monument al naturii de tip peisagistic de importanță locală din raionul Cozmeni, regiunea Cernăuți (Ucraina), situat la sud-est de satul Berbești. Este administrat de Spitalul regional de tratament și reabilitare.
Suprafața ariei protejate constituie 4 hectare, fiind stabilită administrativ în anul 1979 prin decizia comitetului executiv regional. Statutul a fost acordat pentru conservarea parcului fondat la sfârșitul secolului al XIX-lea. Cresc 26 de specii de copaci și arbuști, care cresc în exemplare individuale, grupuri și sub formă de alei. Printre copacii exotici se găsesc: pin strob, molid, tuia obișnuită, tei pucios, castan sălbatic, etc.